# Петра Мандула
Петра Мандула (угор. Petra Mandula, нар. 17 січня 1978) — колишня угорська тенісистка, учасниця Олімпійських ігор 2000 і 2004 років. Досягла чвертьфіналу Відкритого чемпіонату Франції 2001.
Здобула сім парних титулів туру WTA, кільканадцять титулів  туру ITF.
Найвищу одиночну позицію світового рейтингу — 30 місце досягла 17 травня 2004, парну — 13 місце — 5 травня 2003 року.
Завершила кар'єру 2005 року.

## Фінали турнірів WTA

### Парний розряд: 11 (7 титулів, 4 поразки)
| Легенда     |   |
| Tier I      | 0 |
| Tier II     | 0 |
| Tier III    | 3 |
| Tier IV & V | 4 |

| Фінали за покриттям |     |
| Тверде              | 1–2 |
| Ґрунт               | 6–2 |
| Трава               | 0–0 |
| Килим               | 0–0 |

| Результат | Ранг | Дата     | Турнір                                  | Покриття   | Партнер         | Опоненти                                    | Рахунок                 |
| --------- | ---- | -------- | --------------------------------------- | ---------- | --------------- | ------------------------------------------- | ----------------------- |
| Поразка   | 1.   | Лют 2000 | Copa Colsanitas Santander, Bogotá       | Ґрунт      | Ріта Куті-Кіш   | Лаура Монтальво Паола Суарес                | 4–6, 2–6                |
| Поразка   | 2.   | Жов 2000 | Bratislava Open, Словаччина             | Тверде (i) | Патріція Вартуш | Каріна Габшудова Даніела Гантухова          | w/o                     |
| Перемога  | 1.   | Чер 2001 | Tashkent Open, Узбекистан               | Тверде     | Патріція Вартуш | Тетяна Перебийніс Тетяна Пучек              | 6–1, 6–4                |
| Перемога  | 2.   | Чер 2002 | Gastein Ladies, Vienna                  | Ґрунт      | Патріція Вартуш | Барбара Шварц Ясмін Вер                     | 6–2, 6–4                |
| Перемога  | 3.   | Лип 2002 | Гран-прі принцеси Лалли Мер'єм, Марокко | Ґрунт      | Патріція Вартуш | Хісела Дулко Кончіта Мартінес Гранадос      | 6–2, 6–1                |
| Поразка   | 3.   | Вер 2002 | Toyota Princess Cup, Tokyo              | Тверде     | Патріція Вартуш | Світлана Кузнецова Аранча Санчес Вікаріо    | 2–6, 4–6                |
| Поразка   | 4.   | Бер 2003 | Abierto Mexicano TELCEL, Acapulco       | Ґрунт      | Патріція Вартуш | Емілі Луа Оса Свенссон                      | 3–6, 1–6                |
| Перемога  | 4.   | Кві 2003 | Estoril Open, Estoril                   | Ґрунт      | Патріція Вартуш | Марет Ані Еммануель Гальярді                | 6–7(3–7), 7–6(7–3), 6–2 |
| Перемога  | 5.   | Кві 2003 | Hungarian Ladies Open, Угорщина         | Ґрунт      | Олена Татаркова | Кончіта Мартінес Гранадос Тетяна Перебийніс | 6–3, 6–1                |
| Перемога  | 6.   | Тра 2003 | Bol Open, Хорватія                      | Ґрунт      | Патріція Вартуш | Еммануель Гальярді Патті Шнідер             | 6–3, 6–2                |
| Перемога  | 7.   | Тра 2004 | Budapest Grand Prix, Угорщина           | Ґрунт      | Барбара Шетт    | Віраг Немет Агнеш Савай                     | 6–3, 6–2                |

## Фінали ITF

### Одиночний розряд: 13 (7–6)
| Турніри $100,000 |
| Турніри $75,000  |
| Турніри $50,000  |
| Турніри $25,000  |
| Турніри $10,000  |

| Результат | Ранг | Дата            | Турнір                          | Покриття   | Опонент             | Рахунок       |
| --------- | ---- | --------------- | ------------------------------- | ---------- | ------------------- | ------------- |
| Поразка   | 1.   | 13 вересня 1993 | ITF Zadar, Хорватія             | Ґрунт      | Andrea Noszály      | 3–6, 3–6      |
| Перемога  | 1.   | 7 лютого 1998   | ITF Birkenhead, Велика Британія | Тверде (i) | Джулія Казоні       | 6–0, 2–6, 6–3 |
| Перемога  | 2.   | 17 травня 1998  | ITF Novi Sad, Сербія            | Ґрунт      | Антоанета Пандєрова | 0–6, 7–5, 6–1 |
| Поразка   | 2.   | 31 травня 1998  | ITF Salzburg, Австрія           | Ґрунт      | Анна Фелденьї       | 6–1, 2–6, 2–6 |
| Перемога  | 3.   | 19 липня 1998   | ITF Darmstadt, Німеччина        | Ґрунт      | Любомира Бачева     | 3–6, 6–4, 7–5 |
| Поразка   | 3.   | 26 липня 1998   | ITF Dublin, Ірландія            | Килим      | Лусі Ал             | 6–7, 3–6      |
| Перемога  | 4.   | 11 квітня 1999  | ITF Makarska, Хорватія          | Ґрунт      | Десислава Топалова  | 7–5, 7–5      |
| Поразка   | 4.   | 6 червня 1999   | ITF Будапешт, Угорщина          | Ґрунт      | Жанетта Гусарова    | 4–6, 2–6      |
| Перемога  | 5.   | 11 липня 1999   | ITF Darmstadt, Німеччина        | Ґрунт      | Марта Марреро       | 1–6, 7–5, 6–1 |
| Перемога  | 6.   | 1 серпня 1999   | ITF Edinburgh, Велика Британія  | Ґрунт      | Ципора Обзилер      | 6–0, 4–6, 7–5 |
| Поразка   | 5.   | 16 квітня 2000  | ITF Magli, Італія               | Ґрунт      | Антоанета Пандєрова | 4–6, 6–2, 5–7 |
| Поразка   | 6.   | 12 серпня 2001  | ITF Ріміні, Італія              | Ґрунт      | Хісела Дулко        | 6–1, 3–6, 1–6 |
| Перемога  | 7.   | 14 жовтня 2001  | ITF Пуатьє, Франція             | Тверде (i) | Емілі Луа           | 7–5, 2–6, 6–1 |

### Парний розряд: 12 (7–5)
| Результат | Ранг | Дата              | Турнір                         | Покриття   | Партнер         | Опоненти                                | Рахунок          |
| --------- | ---- | ----------------- | ------------------------------ | ---------- | --------------- | --------------------------------------- | ---------------- |
| Поразка   | 1.   | 13 грудня 1993    | ITF Přerov, Чехія              | Тверде (i) | Ріта Куті-Кіш   | Івана Янковська Ева Меліхарова          | 6–3, 5–7, 1–6    |
| Перемога  | 1.   | 31 жовтня 1994    | ITF Montevideo, Уругвай        | Ґрунт      | Віраг Чурго     | Нанні де Вільєрс Ana Paula Zannoni      | 6–4, 7–5         |
| Перемога  | 2.   | 7 листопада 1994  | ITF Buenos Aires, Аргентина    | Ґрунт      | Віраг Чурго     | Нанні де Вільєрс Лаура Монтальво        | 6–3, 6–3         |
| Перемога  | 3.   | 14 листопада 1994 | ITF La Plata, Аргентина        | Ґрунт      | Віраг Чурго     | Patrícia Marková Танака Юка             | 7–6(3), 7–5      |
| Поразка   | 2.   | 4 жовтня 1997     | ITF Otočec, Словенія           | Ґрунт      | Каталін Мароші  | Ленка Ценкова Катержина Крупова-Шишкова | 5–7, 6–7(3)      |
| Поразка   | 3.   | 1 червня 1998     | ITF Будапешт, Угорщина         | Ґрунт      | Петра Гашпар    | Анна Фелденьї Ріта Куті-Кіш             | 0–6, 4–6         |
| Поразка   | 4.   | 10 квітня 1999    | ITF Makarska, Хорватія         | Ґрунт      | Грета Арн       | Габріела Хмелінова Ольга Виметалкова    | 6–0, 3–6, 6–7(3) |
| Перемога  | 4.   | 10 липня 1999     | ITF Darmstadt, Німеччина       | Ґрунт      | Тетяна Пучек    | Людмила Ріхтерова Моніка Машталіржова   | 6–3, 6–1         |
| Перемога  | 5.   | 31 липня 1999     | ITF Edinburgh, Велика Британія | Ґрунт      | Магда Міхалаке  | Труді Мусгрейв Лорна Вудрофф            | 3–6, 6–4, 6–3    |
| Перемога  | 6.   | 29 липня 2000     | ITF Liège, Бельгія             | Ґрунт      | Віраг Чурго     | Ева Бес Хісела Рієра                    | 7–6(3), 6–1      |
| Поразка   | 5.   | 15 жовтня 2000    | ITF Poitiers, Франція          | Тверде (i) | Патріція Вартуш | Іветте Бастінг Каталін Мароші           | 6–7(4), 1–6      |
| Перемога  | 7.   | 11 серпня 2001    | ITF Ріміні, Італія             | Ґрунт      | Патріція Вартуш | Мілена Неквапілова Гана Шромова         | 6–2, 6–1         |